# 13682 Pressberger
13682 Pressberger eller 1997 PG3 är en asteroid i huvudbältet som upptäcktes den 10 augusti 1997 av de båda österrikiska amatörastronomerna Erich Meyer och Herbert Raab vid Meyer/Obermair-observatoriet. Den är uppkallad efter den österrikiske astronomen Rudolf Pressberger.
Asteroiden har en diameter på ungefär 9 kilometer.